# Panamerikameisterschaft 2009 (Badminton)
Die Panamerikameisterschaften 2009 im Badminton fanden vom 20. bis 25. Oktober 2009 in Guadalajara, Mexiko, statt.

## Medaillengewinner
| Disziplin    | Gold                                 | Silber                              | Bronze                          |
| ------------ | ------------------------------------ | ----------------------------------- | ------------------------------- |
| Herreneinzel | Kevin Cordón                         | Stephan Wojcikiewicz                | David Snider                    |
| Herreneinzel | Kevin Cordón                         | Stephan Wojcikiewicz                | Joseph Rogers                   |
| Dameneinzel  | Anna Rice                            | Joycelyn Ko                         | Claudia Rivero                  |
| Dameneinzel  | Anna Rice                            | Joycelyn Ko                         | Rena Wang                       |
| Herrendoppel | Kevin Cordón Rodolfo Ramírez         | Antonio de Vinatea Martín del Valle | Mathew Fogarty David Neumann    |
| Herrendoppel | Kevin Cordón Rodolfo Ramírez         | Antonio de Vinatea Martín del Valle | Mario Cuba Bruno Monteverde     |
| Damendoppel  | Milaine Cloutier Valérie St. Jacques | Fiona McKee Grace Gao               | Iris Wang Rena Wang             |
| Damendoppel  | Milaine Cloutier Valérie St. Jacques | Fiona McKee Grace Gao               | Cristina Aicardi Claudia Rivero |
| Mixed        | Toby Ng Grace Gao                    | Alexander Pang Joycelyn Ko          | Nicholas Jinadasa Rulan Yeh     |
| Mixed        | Toby Ng Grace Gao                    | Alexander Pang Joycelyn Ko          | Kevin Li Alexandra Bruce        |
| Mannschaft   | Kanada                               | Peru                                | Mexiko                          |